# Grob G 109
Grob G109 je dvosedežno motorno jadralno letalo nemškega proizvajalca Grob Aircraft AG iz Mindelheim Mattsies. Prvi prototip je poletel 14. marca 1980, verzija G109B pa leta 1984. G109 ima nizkonameščeno kantilever krilo in fiksno pristajalno podvozje z repnim kolesom.  Letalo uporabljajo tudi Kraljeve letalske sile (RAF) za šolanje pilotov, pri RAF ima oznako Vigilant T1.
G109 je bil prvo FAA certificirano motorno jadralno letalo grajeno iz fiberglasa.

## Specifikacije (Vigilant T1)
Splošne karakteristike
- Posadka: 1 ali 2
- Dolžina: 8,10 m (26,57 ft)
- Razpon kril: 17,4 m (57,09 ft)
- Višina: 1,7m (5,58 ft)
- Površina kril: 19,0 m² (204,5 ft²)
- Teža praznega letala: 620 kg (1364 lb)
- Naložena teža: 850 kg (1874 lb)
- Maks. vzletna teža: 908 kg (2001 lb)
- Pogon letala: 1 ×  4-valjni zračnohlajeni motor Grob 2500E1, 71 kW (95 KM)

 Zmogljivost 
- Neprekoračljiva hitrost: Do 850 kg: 130 vozlov (pod 6500 čevlji višine), 122 vozlov (nad 6500 čevlji višine) (851 do 908 kg: 121 vozlov)
- Obremenitev kril: 47,8 kg/m² (9,79 lb/ft²)